# 武夷有轨电车
武夷有轨电车（工程名武夷新区旅游观光轨道交通），位于中华人民共和国福建省南平市武夷新区，是福建省首个有轨电车项目，一期工程线路全长26.43公里，设计时速70公里，已于2022年1月1日正式开通。

## 线路

### 运营

#### 1号线
南平市站至武夷山景区线（1号线）是武夷新区旅游观光轨道交通首个轨道交通项目。线路全长26.43公里，共设置10个车站，由南平市高铁站往武夷山景区。该线于2020年12月26日空载试运行。
线路于2015年12月29日开始建设，2019年9月，正在进行土建工程甲供材材料采购（二次招标）。2019年9月底，启动武夷新区旅游观光轨道交通线上工程暨项目“奋战100天”劳动竞赛活动。截止2020年1月，仙店车辆段与综合基地建设在有序推进，计划于2020年4月首件示范段主体建成。2020年4月，武夷新区旅游观光轨道交通承台开始浇筑。2020年6月，武夷新区轨道交通线上工程首条承导同架顺利完成。截止2020年6月，武夷新区轻轨全线土建工程移交线上施工，2020年9月，开始热滑。计划2020年底通车。10月28日，武夷新区轨道交通接触网冷滑完成。10月30日，武夷新区轨道交通线上工程线上施工项目部在车辆段接触网施工中，最后一组硬横梁架设完成。11月16日，车辆段综合楼信号电源室、通信电源室成功送电。同月，武夷有轨电车公司社会招聘公告发布。同月，南平12345回复称计划于2020年12月底开始空载试运行，根据轨道交通行业标准要求，试运行时间不得少于90天，试运行完成后开展初期运营安全评估，通过后报政府审查批准开通运营。2021年12月31日，南平市副市长何明星出席开通运营活动并宣布开通，2022年1月1日，该线正式开通运营。

### 规划

#### 2号线
南平市站至武夷山景区线（2号线）是武夷新区旅游观光轨道交通第二个轨道交通项目。线路全长17公里，共设置8个车站，由国铁南平市站往建阳西区生态城。线路目前工可已经通过福建省发改委评审。
2020年，武夷新区旅游观光轨道交通武夷山东站（现南平市站）至建阳西区生态城线列入福建省预备重点项目名单。